# 拉斯蘇爾斯山
46°30′04″N 9°55′41″E / 46.50104°N 9.92805°E

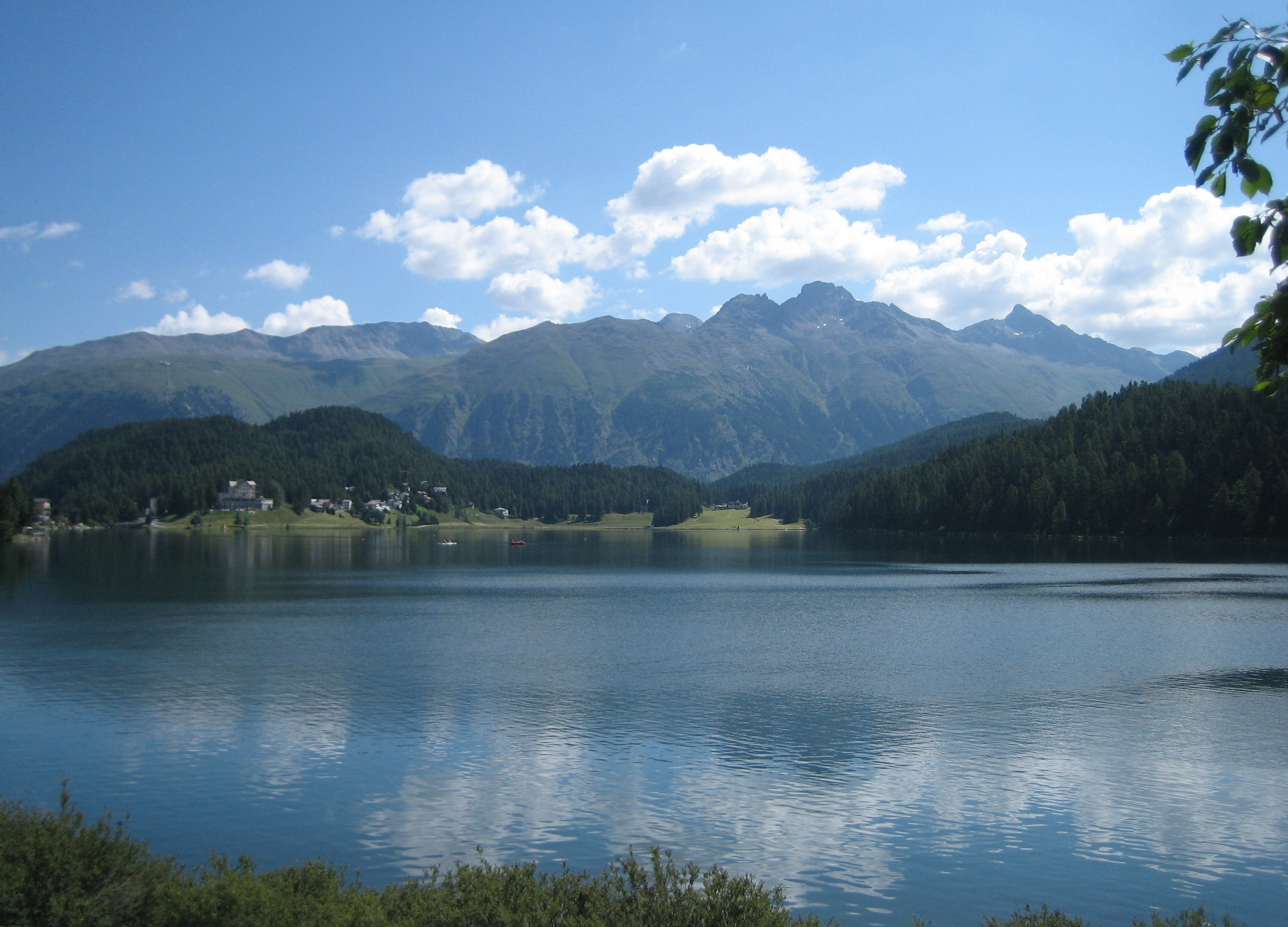

拉斯蘇爾斯山（Las Sours），是瑞士的山峰，位於該國東南部，由格勞賓登州負責管轄，屬於利維尼奧阿爾卑斯山脈的一部分，距離穆拉格爾峰0.3公里，海拔高度3,007米，每年平均降雨量1,693毫米。